# Jake Muxworthy
Jake Muxworthy (ur. 10 września 1978 w Twisp, w stanie Waszyngton) – amerykański aktor filmowy i telewizyjny.

## Życiorys
Swoją karierę filmową rozpoczął od udziału w czterominutowej komedii Laud Weiner (2001). W sensacyjnym dramacie kryminalnym Od kołyski aż po grób (Cradle 2 the Grave, 2003) wystąpił w roli lekarza. Pojawił się potem w przygodowej komedii sportowej Grind (2003) i komedii Jak być sobą (I Heart Huckabees, 2004) u boku Dustina Hoffmana, Jude Law i Marka Wahlberga. Zwrócił na siebie uwagę w roli bezwzględnego złodzieja, który jest spokojniejszy i mniej impulsywny niż jego wspólnik-brat Michael, chce zerwać z życiem kryminalisty w dramacie Skarbonki (Piggy Banks, 2004).

## Filmografia

### Filmy kinowe
- 2007: Asylum
- 2007: Sztuka podróży (The Art of Travel) jako Justin 'Two Dogs'
- 2007: Przedsiębrać (The Take) jako Jimmy Grannis
- 2007: Trzeci gwóźdź (The Third Nail) jako Cory Hall
- 2007: Borderland jako Henry
- 2005: Waterborne jako Bodi
- 2004: Po prostu pośpiech (Just Hustle) jako Randy Messenger
- 2004: Jak być sobą (I Heart Huckabees) jako Tim
- 2004: Skarbonki (Piggy Banks) jako John
- 2003: Grind jako Pro
- 2003: Od kołyski aż po grób (Cradle 2 the Grave) jako lekarz

### Seriale TV
- 2005: 24 godziny (24) jako Gary
- 2005: Brygada ratunkowa (Third Watch) jako Harry Rush
- 2005: Misja: epidemia (Medical Investigation) jako Harry Rush
- 2004: Amerykańskie marzenia (American Dreams) jako Eric

### Filmy krótkometrażowe
- 2001: Laud Weiner jako Kip